# یواس‌اس آتلانتا (۱۸۶۱)
یواس‌اس آتلانتا (۱۸۶۱) (به انگلیسی: USS Atlanta (1861)) یک کشتی بود که طول آن ۱۸۹ فوت (۵۷٫۶ متر) بود. این کشتی در سال ۱۸۶۱ ساخته شد.